# Chelodina novaeguineae
Chelodina novaeguineae – gatunek żółwia z rodziny matamatowatych (Chelidae) i podrzędu żółwi bokoszyjnych.

## Zasięg występowania
Gatunek ten zamieszkuje południową część Nowej Gwinei, głównie na terenie Papui-Nowej Gwinei, niewielka część zasięgu położona jest w części wyspy należącej do Indonezji. Stare stwierdzenia z północnej Australii dotyczą Chelodina canni, a z indonezyjskiej wyspy Roti – Chelodina mccordi.

## Siedlisko
C. novaeguineae zamieszkuje małe i duże zbiorniki słodkowodne, rzeki w dżungli porośnięte obfitą roślinnością.

## Wygląd
Karapaks jest ciemnobrązowy, prawie czarny, ale wykazuje pewne różnice w stosunku do wzorów innych żółwi. Plastron ma jasnobrązowy, podpalany kolor. C. novaeguineae ma długą szyję, która (łącznie z głową) może czasami przekraczać długość pancerza. Skóra jest przeważnie szara, z wyjątkiem czarnej na głowie i białej na spodniej stronie. Osiągają wielkość 30 cm.

## Zachowanie
W spoczynku C. novaeguineae dla ochrony odchyla swoją długą szyję na bok. Bardzo elastyczna szyja pozwala na żerowanie w błocie i nurkowanie. Również umożliwia żółwiowi szybkie uderzenie w celu schwytania ofiary.

## Rozmnażanie
Żółw ten jest jajorodny. Składane jest 17–21 jaj, a inkubacja trwa 75–110 dni, w zależności od temperatury.